# Нездровиці
Нездровиці (пол. Niezdrowice, нім. Niesdrowitz) — село в Польщі, у гміні Уязд Стшелецького повіту Опольського воєводства.
Населення — 580 осіб (2011).

## Демографія
Демографічна структура станом на 31 березня 2011 року:
|          | Загалом | Допрацездатний вік | Працездатний вік | Постпрацездатний вік |
| -------- | ------- | ------------------ | ---------------- | -------------------- |
| Чоловіки | 280     | 45                 | 197              | 38                   |
| Жінки    | 300     | 43                 | 196              | 61                   |
| Разом    | 580     | 88                 | 393              | 99                   |